# Podensac
Podensac [pɔdɛ̃sak] est une commune du Sud-Ouest de la France, située dans le département de la Gironde, en région Nouvelle-Aquitaine.

## Géographie

### Localisation
- 1Carte dynamique
- 2Carte OpenStreetMap
- 3Carte topographique
- 4Carte avec les communes environnantes

Située dans l'aire d'attraction de Bordeaux, dans le vignoble des Graves sur la rive gauche de la Garonne, la commune se trouve à 31 km au sud-est de Bordeaux, chef-lieu du département, et à 15 km au nord-ouest de Langon, chef-lieu d'arrondissement.

### Communes limitrophes
Les communes limitrophes en sont Rions au nord-est, Béguey à l'est, toutes deux sur la rive droite de la Garonne, Cérons au sud-est, Illats au sud-ouest et Virelade à l'ouest.
| Virelade |          | Rions  |
|          | Podensac | Béguey |
| Illats   |          | Cérons |

### Climat
Pour des articles plus généraux, voir Climat de la Nouvelle-Aquitaine et Climat de la Gironde.
Historiquement, la commune est exposée à un climat océanique aquitain.  
En 2020, Météo-France publie une typologie des climats de la France métropolitaine dans laquelle la commune est exposée à un climat océanique et est dans la région climatique  Aquitaine, Gascogne, caractérisée par une pluviométrie abondante au printemps, modérée en automne, un faible ensoleillement au printemps, un été chaud (19,5 °C), des vents faibles, des brouillards fréquents en automne et en hiver et des orages fréquents en été (15 à 20 jours).
Pour la période 1971-2000, la température annuelle moyenne est de 13,3 °C, avec une amplitude thermique annuelle de 14,8 °C. Le cumul annuel moyen de précipitations est de 859 mm, avec 12 jours de précipitations en janvier et 6,4 jours en juillet. Pour la période 1991-2020, la température moyenne annuelle observée sur la station météorologique la plus proche, située sur la commune de Sauternes à 13,28 km à vol d'oiseau, est de 0,0 °C et le cumul annuel moyen de précipitations est de 0,0 mm,. Pour l'avenir, les paramètres climatiques de la commune estimés pour 2050 selon différents scénarios d’émission de gaz à effet de serre sont consultables sur un site dédié publié par Météo-France en novembre 2022.

## Urbanisme

### Typologie
Au 1er janvier 2024, Podensac est catégorisée petite ville, selon la nouvelle grille communale de densité à sept niveaux définie par l'Insee en 2022.
Elle appartient à l'unité urbaine de Podensac, une agglomération intra-départementale regroupant trois  communes, dont elle est ville-centre,,. Par ailleurs la commune fait partie de l'aire d'attraction de Bordeaux, dont elle est une commune de la couronne,. Cette aire, qui regroupe 275 communes, est catégorisée dans les aires de 700 000 habitants ou plus (hors Paris),.

### Occupation des sols

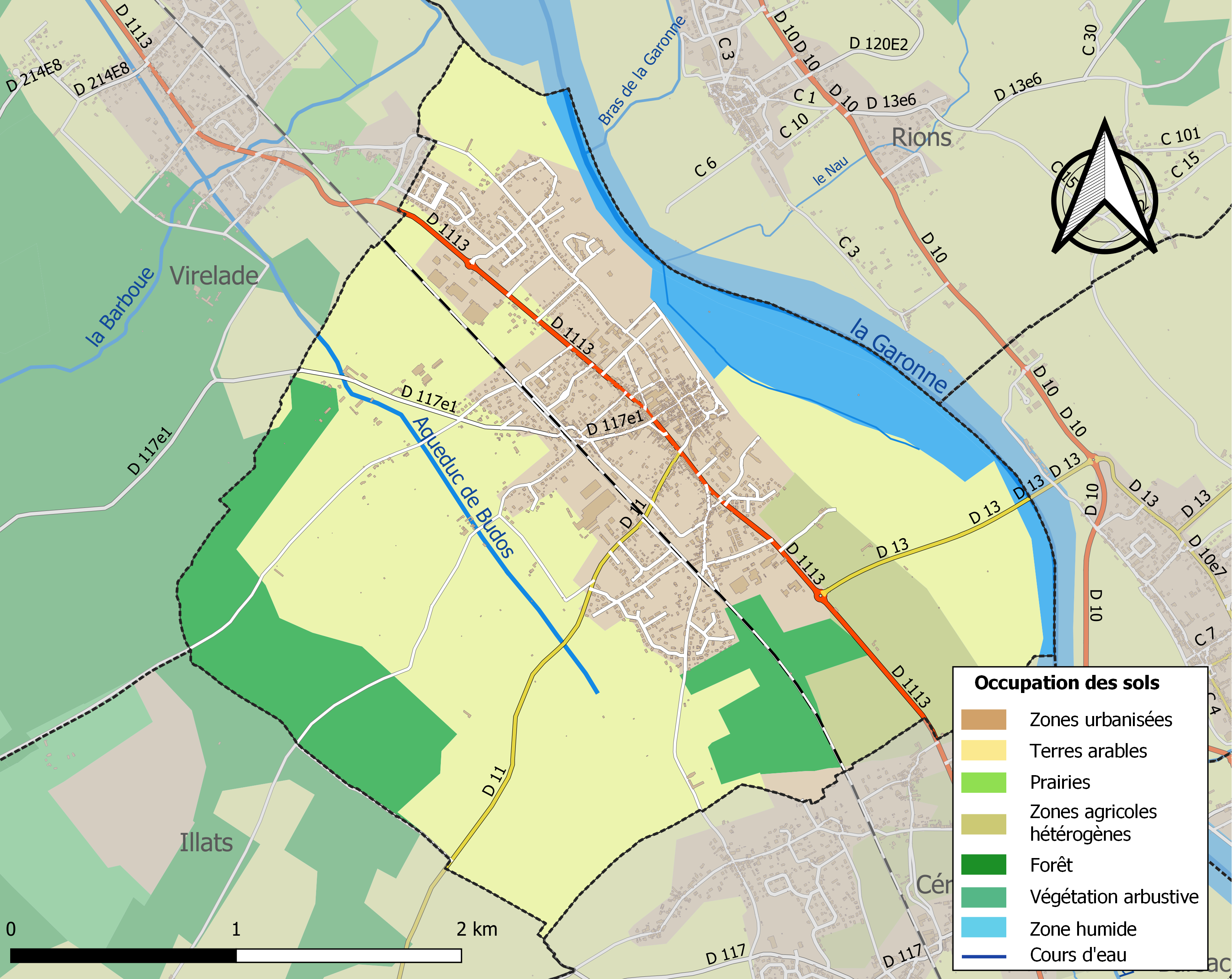
Carte des infrastructures et de l'occupation des sols de la commune en 2018 (CLC).

L'occupation des sols de la commune, telle qu'elle ressort de la base de données européenne d’occupation biophysique des sols Corine Land Cover (CLC), est marquée par l'importance des territoires agricoles (55,9 % en 2018), une proportion sensiblement équivalente à celle de 1990 (55,3 %). La répartition détaillée en 2018 est la suivante : 
cultures permanentes (40,2 %), zones urbanisées (23,6 %), forêts (13,8 %), terres arables (8,8 %), zones agricoles hétérogènes (6,9 %), eaux continentales (6,7 %). L'évolution de l’occupation des sols de la commune et de ses infrastructures peut être observée sur les différentes représentations cartographiques du territoire : la carte de Cassini (XVIIIe siècle), la carte d'état-major (1820-1866) et les cartes ou photos aériennes de l'IGN pour la période actuelle (1950 à aujourd'hui).

### Voies de communication et transports
La principale voie de communication routière est la route départementale D 1113, ancienne RN 113 (Bordeaux-Marseille), qui mène, vers le nord-ouest, à Virelade et Arbanats et, au-delà, à Bordeaux et, vers le sud-est, à Cérons et Barsac et, au-delà, à Langon. Deux routes départementales commencent à partir de cette D 1113, la D 117e1 vers le sud-ouest, vers Saint-Michel-de-Rieufret et la D 11 vers le sud, vers Illats.

L'accès à l'autoroute A62 (Bordeaux-Toulouse) le plus proche est le no 2, dit de Podensac, qui se situe à 5,5 km vers le sud.

L'accès no 1, dit de Bazas, à l'autoroute A65 (Langon-Pau) est situé à 28 km vers le sud-sud-est.
La commune abrite une gare SNCF sur la ligne Bordeaux-Sète du TER Nouvelle-Aquitaine. Sur la même ligne mais offrant plus d'opportunités de liaisons, la gare de Langon se situe à 14 km par la route vers le sud-est.

### Risques majeurs
Le territoire de la commune de Podensac est vulnérable à différents aléas naturels : météorologiques (tempête, orage, neige, grand froid, canicule ou sécheresse), inondations et séisme (sismicité très faible). Un site publié par le BRGM permet d'évaluer simplement et rapidement les risques d'un bien localisé soit par son adresse soit par le numéro de sa parcelle.
Certaines parties du territoire communal sont susceptibles d’être affectées par le risque d’inondation par débordement de cours d'eau, notamment la Garonne et l'Aqueduc de Budos. La commune a été reconnue en état de catastrophe naturelle au titre des dommages causés par les inondations et coulées de boue survenues en 1982, 1999, 2009, 2017 et 2021,.

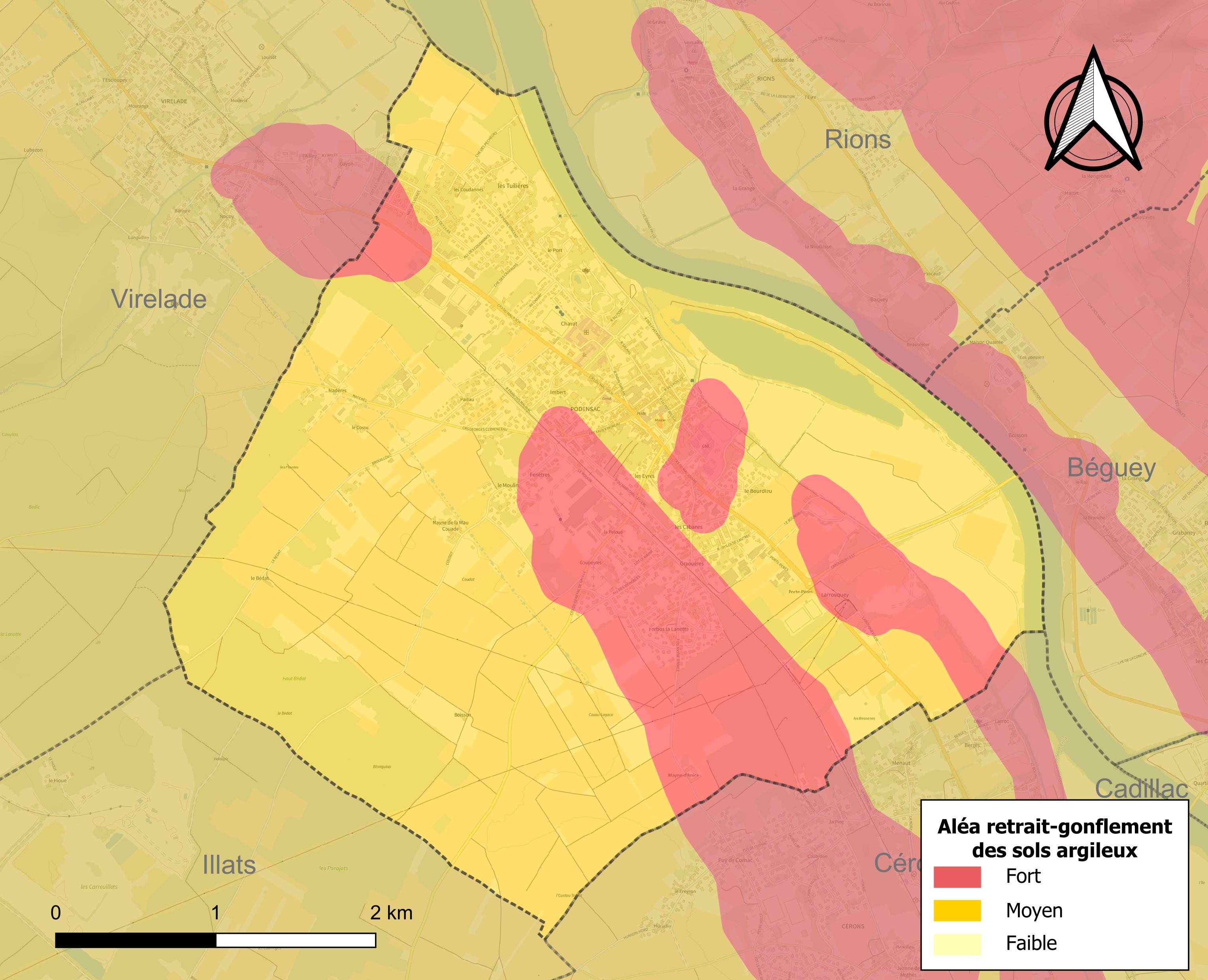
Carte des zones d'aléa retrait-gonflement des sols argileux de Podensac.

Le retrait-gonflement des sols argileux est susceptible d'engendrer des dommages importants aux bâtiments en cas d’alternance de périodes de sécheresse et de pluie. La totalité de la commune est en aléa moyen ou fort (67,4 % au niveau départemental et 48,5 % au niveau national). Sur les 1 090 bâtiments dénombrés sur la commune en 2019, 1 090 sont en aléa moyen ou fort, soit 100 %, à comparer aux 84 % au niveau départemental et 54 % au niveau national. Une cartographie de l'exposition du territoire national au retrait gonflement des sols argileux est disponible sur le site du BRGM,.
Par ailleurs, afin de mieux appréhender le risque d’affaissement de terrain, l'inventaire national des cavités souterraines permet de localiser celles situées sur la commune.
Concernant les mouvements de terrains, la commune a été reconnue en état de catastrophe naturelle au titre des dommages causés par des mouvements de terrain en 1999.

## Toponymie
Podensac prendrait son origine dans le nom gaulois Potentius, qui signifie le riche, le puissant, associé au suffixe –acum qui signifie « chez » ou « domaine de ». L’ensemble, Potentiacum, signifierait « domaine de Potentius » et ferait référence aux riches propriétaires terriens de l'époque gallo-romaine.
En gascon, le nom de la commune est  Podençac.

## Histoire
Guillaume IV Seguin, seigneur baron de Rions-sur-Garonne, seigneur de Virelade, Cérons, Barsac, Illats, Bommes, Loupiac de Cadillac, et autres fiefs en Benauges, co-seigneur de Castets-en-Dorthe et Podensac, épouse, vers 1275, Mathe d'Albret, fille légitime d'Amanieu VI, sire d'Albret, et de Mathe de Bordeaux, celle-ci fille de Pierre de Bordeaux, seigneur de Puyguilhem.
Au début du XIIIe siècle, la seigneurie de Podensac appartient à la famille Calhau. Miramonde de Calhau apporte en héritage la seigneurie à Bernard III d'Escoussan, seigneur de Langoiran. Sa petite-fille Mabille d'Escoussan la transmet à la famille d'Albret, par son mariage en 1345 avec Amanieu d'Albret[réf. nécessaire]. La seigneurie de Podensac ainsi que celle de Langoiran tombent entre les mains de Montferrand en 1378.
Pour plus d'information sur la situation de la commune au XVIIIe siècle, voir l'ouvrage de Jacques Baurein Variétés Bordeloises, articles 5.XVI et 5.XVII, pages 114-123.
À la Révolution, la paroisse Saint-Vincent de Podensac forme la commune de Podensac.

## Politique et administration
| Période                                  | Période   | Identité         | Étiquette | Qualité                                                     |
| ---------------------------------------- | --------- | ---------------- | --------- | ----------------------------------------------------------- |
| Les données manquantes sont à compléter. |           |                  |           |                                                             |
| 1953                                     | 1983      | Jacques Lillet   | CNIP      | Conseiller général (1954-1970)                              |
| mars 1983                                | mars 2001 | Guillaume Sauboy | RPR       |                                                             |
| mars 2001                                | En cours  | Bernard Mateille | PS        | Fonctionnaire Ancien Président de la CC Convergence Garonne |

### Jumelages
Podensac est jumelée avec :
- Morengo (Italie) depuis 2018.

## Population et société

### Démographie
Les habitants sont appelés les Podensacais.
L'évolution du nombre d'habitants est connue à travers les recensements de la population effectués dans la commune depuis 1793. Pour les communes de moins de 10 000 habitants, une enquête de recensement portant sur toute la population est réalisée tous les cinq ans, les populations de référence des années intermédiaires étant quant à elles estimées par interpolation ou extrapolation. Pour la commune, le premier recensement exhaustif entrant dans le cadre du nouveau dispositif a été réalisé en 2004.

En 2022, la commune comptait 3 300 habitants, en évolution de +3,09 % par rapport à 2016 (Gironde : +6,91 %, France hors Mayotte : +2,11 %).
| 1793  | 1800  | 1806  | 1821  | 1831  | 1836  | 1841  | 1846  | 1851  |
| ----- | ----- | ----- | ----- | ----- | ----- | ----- | ----- | ----- |
| 1 351 | 1 425 | 1 523 | 1 551 | 1 614 | 1 604 | 1 617 | 1 553 | 1 588 |

| 1856  | 1861  | 1866  | 1872  | 1876  | 1881  | 1886  | 1891  | 1896  |
| ----- | ----- | ----- | ----- | ----- | ----- | ----- | ----- | ----- |
| 1 594 | 1 681 | 1 621 | 1 601 | 1 682 | 1 716 | 1 792 | 1 721 | 1 722 |

| 1901  | 1906  | 1911  | 1921  | 1926  | 1931  | 1936  | 1946  | 1954  |
| ----- | ----- | ----- | ----- | ----- | ----- | ----- | ----- | ----- |
| 1 679 | 1 602 | 1 519 | 1 534 | 1 511 | 1 417 | 1 388 | 1 723 | 1 559 |

| 1962  | 1968  | 1975  | 1982  | 1990  | 1999  | 2004  | 2006  | 2009  |
| ----- | ----- | ----- | ----- | ----- | ----- | ----- | ----- | ----- |
| 1 663 | 1 823 | 1 925 | 2 219 | 2 261 | 2 267 | 2 536 | 2 590 | 2 619 |

| 2014  | 2019  | 2022  | - | - | - | - | - | - |
| ----- | ----- | ----- | - | - | - | - | - | - |
| 3 115 | 3 160 | 3 300 | - | - | - | - | - | - |

### Enseignement
- École maternelle[29].
- École élémentaire[30].
- Collège Georges-Brassens[31].
- Lycée d’enseignement général Jean-Moulin à Langon[32].
- Lycée d’enseignement professionnel à Langon[33].
- Lycée polyvalent et lycée professionnel à Bazas.
- Lycée professionnel agricole et forestier à Bazas[34].

### Manifestations culturelles et festivités
- Fête de l'Orange (Lillet), 2e week-end de mars
- Festival de la citoyenneté, fin mai.
- Rendez-vous aux jardins, 1er week-end de juin[35].
- Fête nationale (14 juillet) : feu d'artifice et bal.
- Journées européennes du patrimoine, 3e week-end de septembre.
- Foire Sainte Catherine, fin novembre[36].

### Sports
- Club de tennis[37].
- Club de judo[38].
- Football Club des Graves[39].

### Santé
Centre hospitalier Sud Gironde à Langon.

## Économie
Viticulture : vins d'appellation d'origine contrôlée (AOC) graves et cérons.
Entreprise Lillet (apéritif à base de vin et de liqueur d'oranges).

## Culture locale et patrimoine

### Lieux et monuments
- Église Saint-Vincent, XVIe siècle,  Inscrit MH (1925)[41].
- Église Sainte-Sportalie des Tuilières, XIe siècle.
- Château Chavat, de style néoclassique réalisé en 1917  Classé MH (2006)[42]. Les jardins ont reçu le label « Jardin remarquable » en 2011.
- Château d'eau construit par Le Corbusier en 1917, à l'origine inclus dans le domaine du château Chavat.
- Château de Podensac, médiéval  Inscrit MH (1925)[43].
- Monument aux morts de 1870 par Jules Pendariès, inauguré le 31 octobre 1909, le groupe en bronze du piédestal est ajouté en 1918[44].

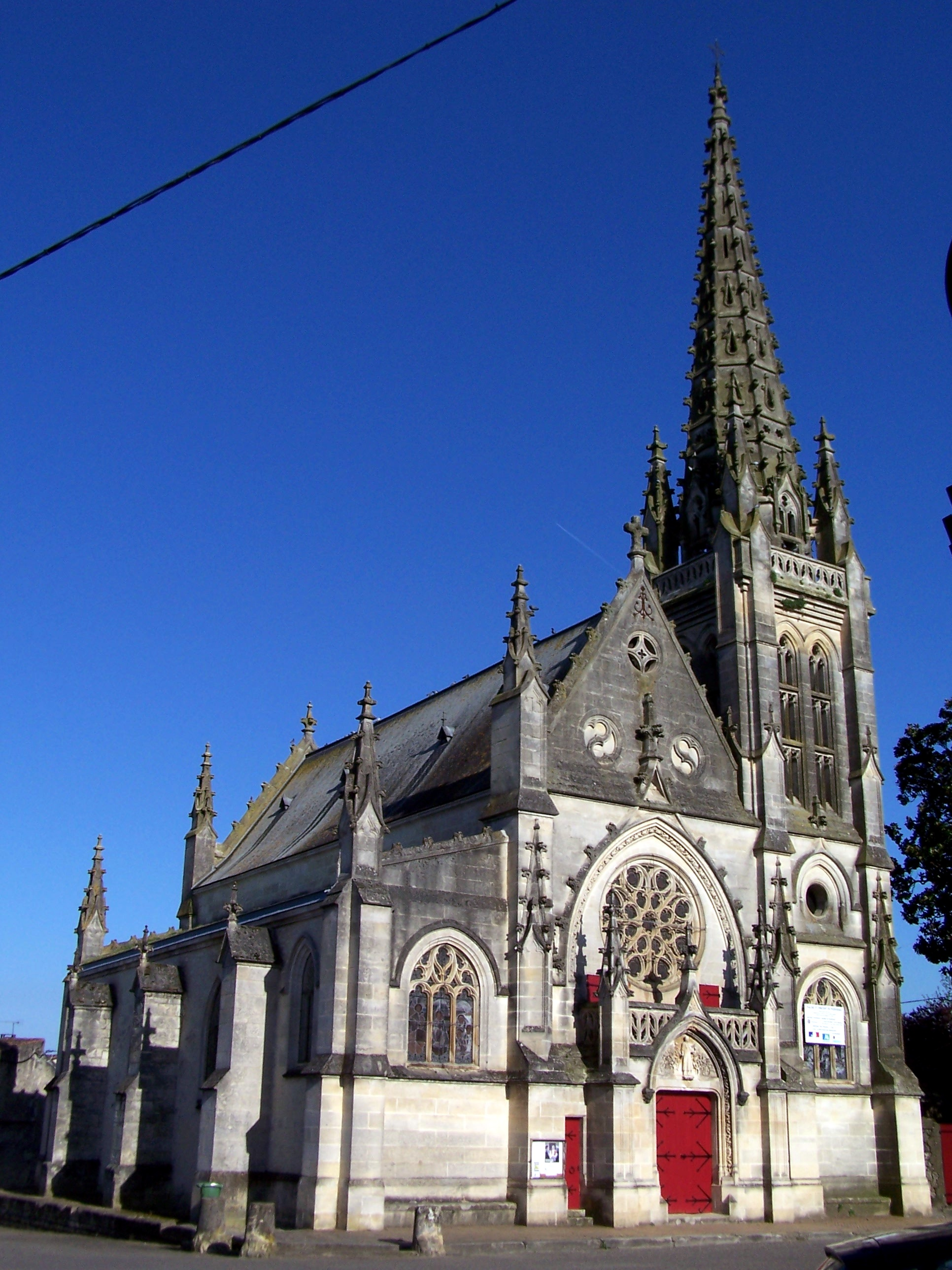
L'église Saint-Vincent.
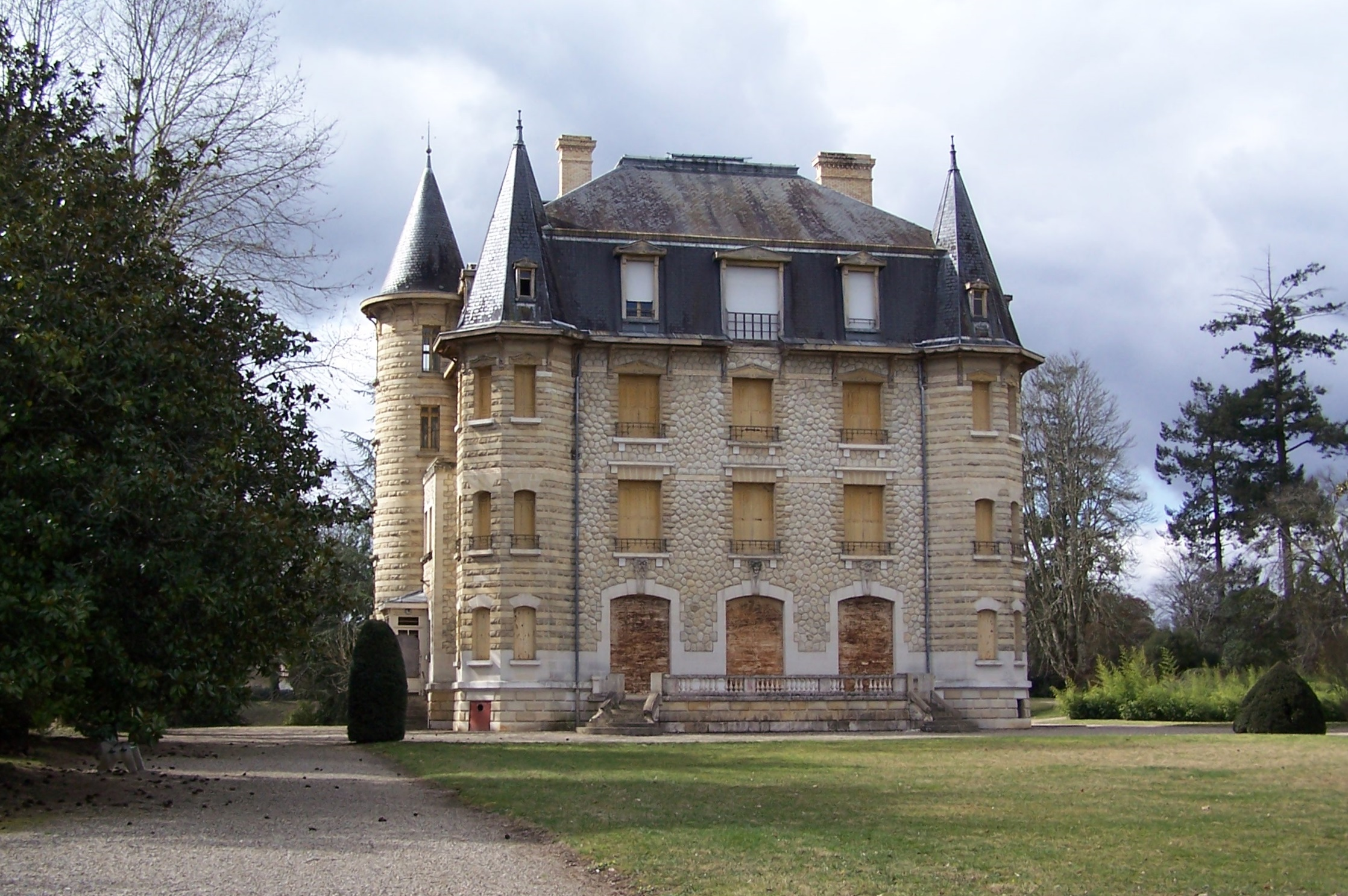
Le château Chavat.
Château d’eau du Corbusier (1917).
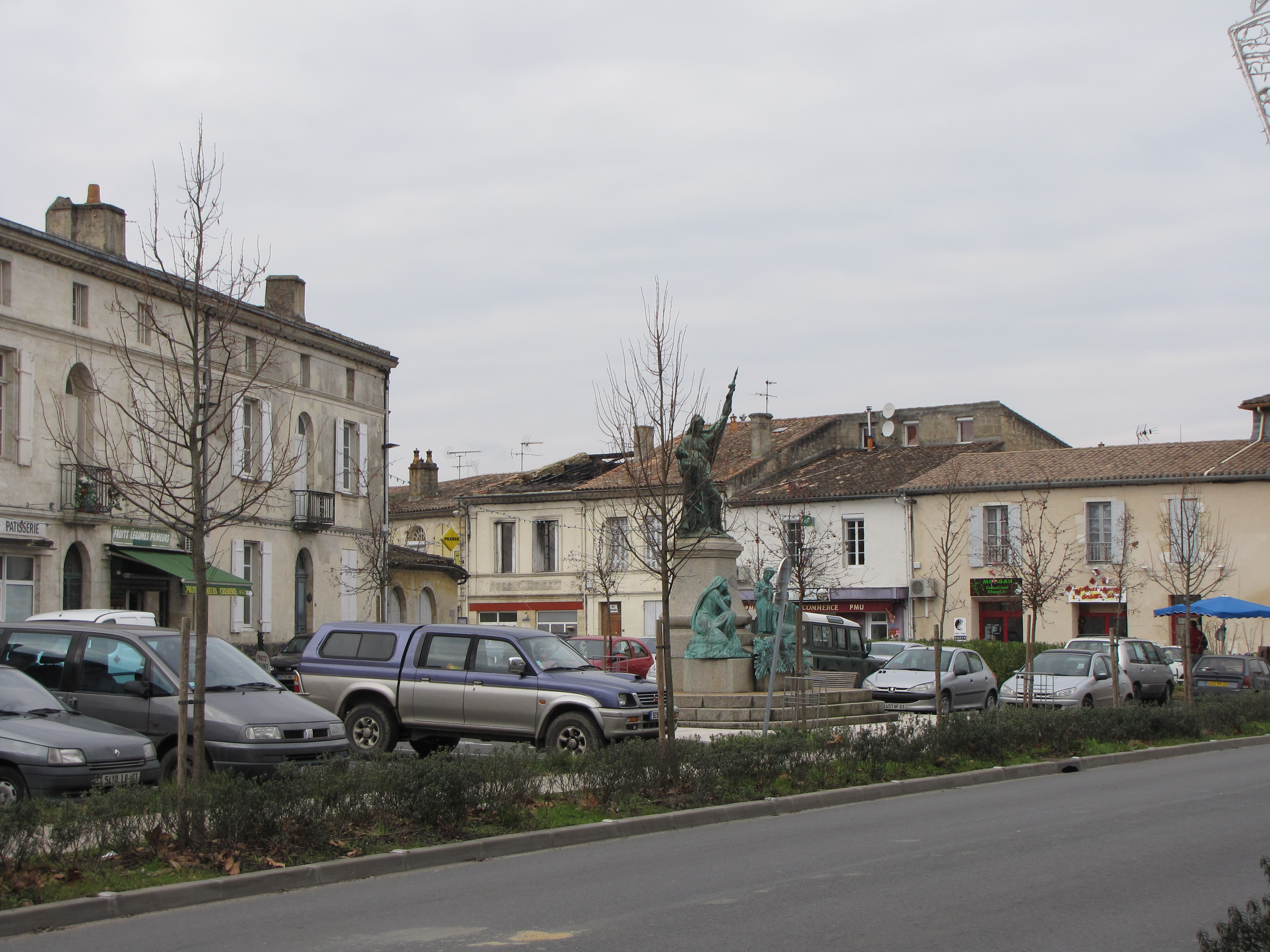
Place Gambetta, place principale.
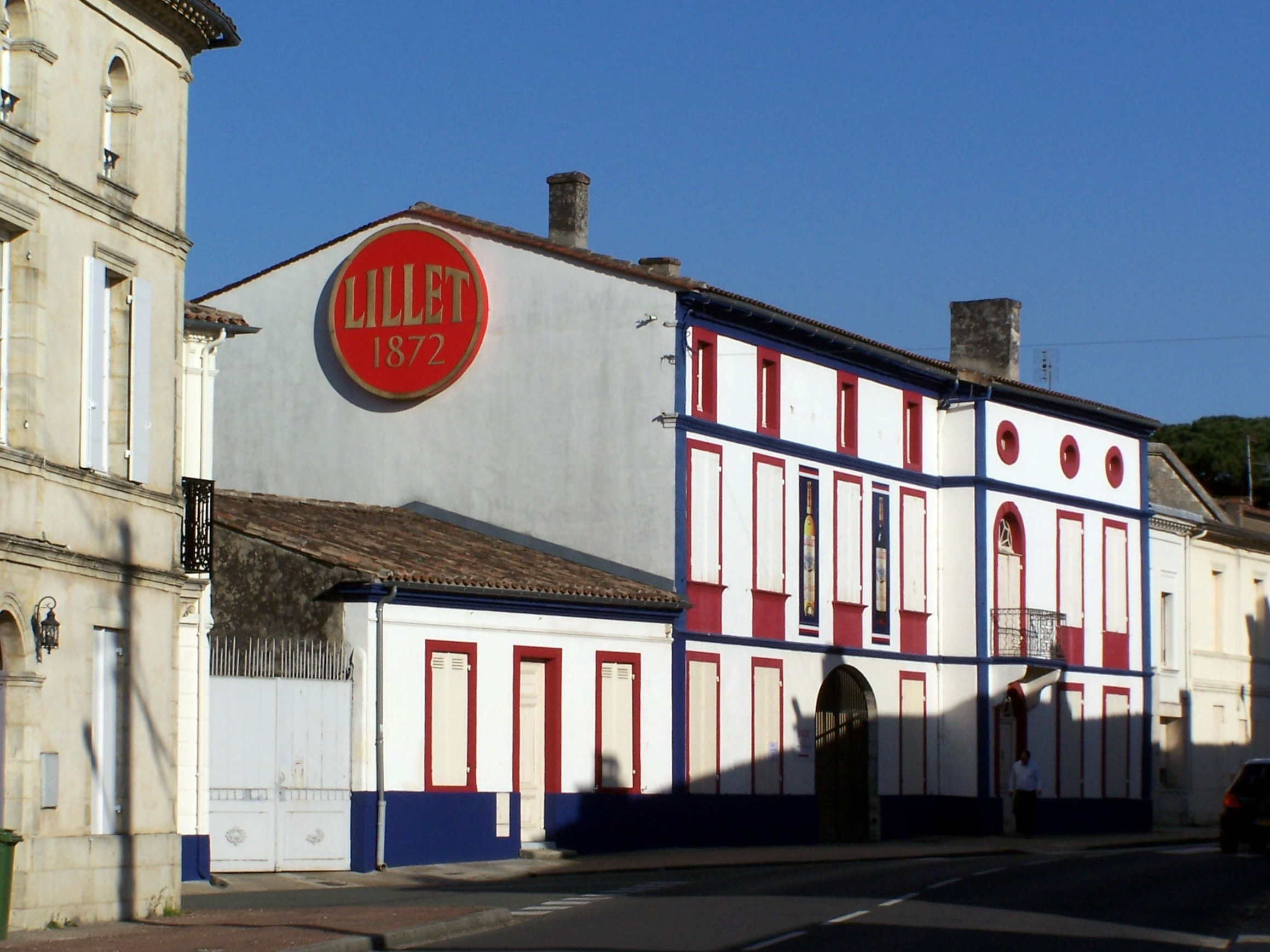
Le siège de l'entreprise Lillet.
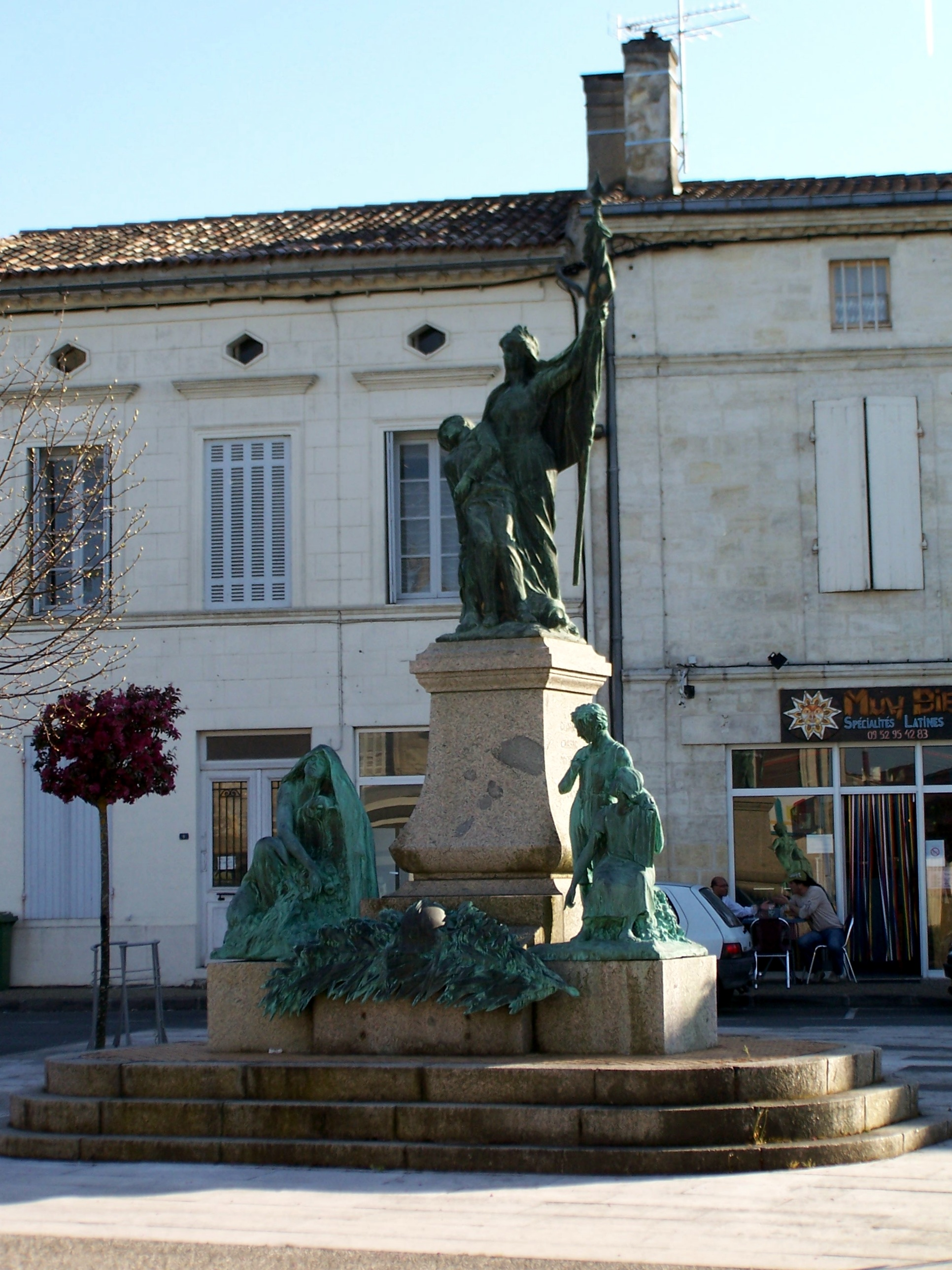
Jules Pendariès, Monument aux morts de 1870 (1909-1918).

### Personnalités liées à la commune
- Pierre Bitôt (1822-1888), physicien, anatomiste et chirurgien né à Podensac, connu pour la description de la tache de Bitôt.
- Jean-Baptiste Darlan (1848-1912), homme politique né à Podensac.
- Le Corbusier (1887-1965), qui réalisa le château d'eau de Podensac en 1917.

### Héraldique
| Blason de Podensac | Blason  | D’argent au sceau en anneau d’or à la bordure pointillée sable, chargé d’une croisette pattée aussi de sable suivie de l’inscription « : SIG :MIRAMONDA :DE :CALHAV : » en lettres onciales du même, rempli de sable et encerclant un carreau d’argent et un orle en quartefeuille rempli d’azur et brochant sur le carreau, encadrant un personnage féminin de carnation habillé d’argent et de sable, portant un écusson parti au premier de sinople au lion de sable et au second d’or à trois fasces de gueules, adextré d’un écusson d’argent à trois coquilles de gueules et senestré d’un écusson d’argent à la croix latine de gueules. |
| Blason de Podensac | Détails | Officiel, présent sur le site internet de la commune et les plaques des rues de la ville. |